# Statue-menhir de la Croix de Guior
La statue-menhir de la Croix de Guior est une statue-menhir appartenant au groupe rouergat découverte à Le Bez, dans le département du Tarn en France.

## Description
| Image externe |                                    |
|               | Statue-menhir de la Croix de Guior |

Elle a été découverte par Damien Cros au lieu-dit Croix de Guior. Elle a été gravée dans une dalle de granite d'origine locale. Elle mesure 2,70 m de hauteur sur  0,90 m de largeur pour une épaisseur de  0,32 à 0,50 m. La préparation de la dalle semble assez sommaire. 
C'est une statue masculine. Elle est extrêmement érodée et les gravures, visibles uniquement en lumière rasante, ne sont pas complètes : jambes partielles, la moitié droite d'une ceinture à boucle rectangulaire, partie circulaire de « l'objet ».